# Archispirostreptus gigas
Archispirostreptus gigas (auch als Riesenschnurfüßer bezeichnet) ist ein Tausendfüßer aus der Familie der Spirostreptidae.

## Merkmale
Die Art erreicht eine Körperlänge von 178 bis 260 Millimeter bei einem Körperdurchmesser von 15 bis 19 Millimeter. Diese Maße beziehen sich auf Tiere aus dem natürlichen Lebensraum. Bei gezüchteten Tieren werden teilweise noch größere Exemplare bis 320 Millimeter Länge angegeben. Der Rumpf besteht meist aus 62 bis 70 (minimal 54, maximal 71) Ringen, die jeweils, wie typisch für die Verwandtschaftsgruppe, zwei Beinpaare tragen. Der Körper ist, einschließlich der Beine und Antennen, braun bis schwarz gefärbt (heller gefärbte Tiere mit rotbraunen Färbungsanteilen gehören anderen Arten an). Der Kopfschild (Collum) ist bei Seitenansicht gerundet ohne vorderen Lappen, er trägt zwei bis drei vollständige und einen unvollständigen Streifen (Striae).
Die Art ist von anderen, in der Körpergestalt sehr ähnlichen Arten der Gattung, insbesondere A. phillipsii, A. lugubris, A. syriacus, A. tumuliporus, A. smithii und A. dodsoni, an der Form der Gonopoden des Männchens, insbesondere der Gestalt des vorderen metaplicalen Fortsatzes, unterscheidbar. Männchen sind etwas kleiner als die Weibchen und insgesamt dunkler gefärbt.
In Terrarien gehaltene Tiere der Gattung werden sehr häufig unkorrekterweise dieser Art zugeordnet, so dass viele Angaben zu den Merkmalen, insbesondere in Blogs oder Forenbeiträgen von Züchtern, fehlerhaft sind. Zur sicheren Artbestimmung ist die Untersuchung der männlichen Begattungsorgane, insbesondere der Gonopoden, unerlässlich.

## Verbreitung
Archispirostreptus gigas kommt in Ostafrika vor. Funde liegen vor aus Kenia, Tansania, Somalia und der Insel Sansibar, in der Artzugehörigkeit unsichere außerdem aus der Republik Südafrika und aus Mosambik.

## Biologie und Lebensweise
Die Art lebt in tropischen Regenwäldern und in küstennahen Trockenwäldern, teilweise in offenen, savannenartigen Lebensräumen, sofern noch ein gewisser Baumanteil vorhanden ist. Sie kommt nur selten oberhalb von 1000 Meter Meereshöhe vor. Sie ist bodenlebend und nachtaktiv, tagsüber eingegraben im Boden oder in Schlupfwinkeln.
Sie ernähren sich von weicher, abgestorbener pflanzlicher Substanz wie Falllaub. Im Terrarium werden sie oft mit Früchten gefüttert. Selten werden Keimlinge von Pflanzen oder auch tierisches Aas befressen. Bei der Verdauung helfen im Darm lebende Kommensalen, die zu den methanogenen Archaeen gehören, teilweise als Endosymbionten in darmlebenden Protozoen. Diese geben Methan als Stoffwechselprodukt ab.
Die Paarung der Art erfolgt im Herbst und im Frühjahr, sie dauert etwa 35 Minuten. Die Eier werden in selbst gegrabene Erdhöhlen abgelegt, wobei jedes Ei einzeln in eine Hülle verkapselt wird. Die etwa 2,5 Millimeter großen, gelblichen Eier entwickeln sich binnen ein bis zwei Monaten. Die Entwicklung bis zum geschlechtsreifen Tier dauert etwa zwei Jahre.
In südafrikanischen Savannen wurden Siedlungsdichten von, nicht bis zur Art bestimmten, Tieren der Ordnung Spirostreptida mit ähnlichem Körperbau und Lebensweise von einem bis zu 35 Individuen pro Quadratmeter angegeben, die großen Arten wie Archispirostreptus gigas erreichen aber nur etwa 0,015 Individuen pro Quadratmeter. In semiariden Gebieten sind die Tiere nur in der Regenzeit aktiv. Bei der Haltung im Terrarium benötigen sie kein offenes Wasser, sondern kommen mit der Feuchtigkeit aus ihrer Nahrung aus. Die Art erreicht im Terrarium ein Lebensalter von fünf bis sieben, möglicherweise bis zu zehn Jahren.
Gegenüber Fressfeinden, meist kleinen Wirbeltieren, verteidigen sich die Tiere durch das Sekret ihrer Wehrdrüsen, die paarweise auf den meisten Körpersegmenten sitzen. Das Wehrsekret gehört zu den 1,4-Benzochinonen.

## Haltung im Terrarium
Archispirostreptus gigas gilt als anpassungsfähiges und robustes Tier, das in aridem als auch humidem Klima überlebt. Die Tausendfüßerart wird als Haustier zur Haltung in Terrarien vertrieben.

## Taxonomie
Die Art wurde, als Spirostreptus gigas, im Jahr 1855 durch den Naturforscher und Forschungsreisenden Wilhelm Peters erstbeschrieben. Sie ist Typusart der Gattung Archispirostreptus Silvestri 1895. Die Gattung umfasst nach der Revision durch Tarombera Mwabvu und Kollegen noch zehn Arten, die südafrikanischen Arten wurden in einer neuen Gattung Cacuminostreptus abgetrennt. Die Autoren stufen ihre Monophylie als unsicher ein.